# Svartbyn
Svartbyn è un'area urbana della Svezia situata nel comune di Överkalix, contea di Norrbotten.
La popolazione rilevata nel censimento 2010 era di 265 abitanti .